# エアリアル
エアリアル（aerial）は、空中演技を競うスキーのフリースタイル競技の1つ。長さ160cm程度のスキー板を履いて空中に飛び上がり、宙返りをして着地するまでの短い競技である。英単語としてのエアリアルの意味は「空中」などを指す。

## コース
エアリアルコースは、全長約70m/25度のフラットなアプローチ（助走路）からテーブルと呼ばれる0度のフラットな25mの平地にキッカーと呼ばれるジャンプ台が4種類設置される。
キッカーはスモールキッカー高さ2mで飛び出し角度は55度でも1回転用着地面までの距離は4m、ミディアムキッカーは高さ3.6m飛び出し角度65度で2回転用で着地面までの距離は6m、ビックキッカーは高さ4.2m飛び出し角度約70度で3回転用で着地点までの距離は8mあり、そこまではノールと呼びフラットである。そのほか、フローターキッカー（WCでは使用していない）高さ2m - 3m飛び出し角度35度から45度があり、水平回転、3D回転などに使用場合がある（着地点までの距離は10m）。
ランディングバーン（着地面）は、約38度で25mあり、それぞれのキッカーに合わせて着地面を柔らかくして備える。
ストップエリア（ブレーキングゾーン）は、0度で30m以上必要である。
審判台はノールと着地面の角にあり、演技を横から採点する。
また、設備として、アプローチの速度計、風速計、スタート合図のタイマーや信号機が必要とされる（ワールドカップ以上の大会）。

## 技
フロントフリップ
前方宙返り。「フロント」と省略し以下の姿勢および捻りの種別と組み合わせて技の名称とする。
ex.「フロントタック」は前方一回抱え込み転宙返り。
バックフリップ
後方宙返り。「バック」と省略し以下の姿勢および捻りの種別と組み合わせて技の名称とする。しかし、通常は全ての技がバックフリップで行われるため、エアリアルの実況等では「バック」も略すことが多い。
ex.「バックレイフルフル」は1回転目が捻り無しの伸身宙返り、2回転目に1回捻り3回転目に1回捻りで、後方3回転2回捻り宙返り。「フルダブルフルフル」は1,3回転目が1回捻り、2回転目が2回捻り宙返りの後方3回転4回捻り宙返り。

### 姿勢
タック (T)
抱え込み姿勢。
パイク(P)
えび型姿勢。
レイアウト(L)
伸身姿勢。2回転以上では「レイ」と省略する。

### 捻り
ハーフツイスト (H)
半回ひねり宙返り。2回転以上では「ハーフ」と省略する。
フルツイスト
1回ひねり宙返り。「フル」と省略する。
ルーディ
1回半ひねり宙返り。1回転で行われることはなく、2回転以上で「ハーフ」とまたは「ルーディ」、「ランディ」と組み合わせて用いられる。
ダブルフルツイスト (dF)
2回ひねり宙返り。2回転以上では「ダブルフル」と省略する。
ランディ
2回半ひねり宙返り。(2回宙返り以上で行われる)
トリプルフルツイスト (tF)
3回ひねり宙返り。「トリプルフル」と省略する。

## 採点方法
演技前に自己申告し、その演技に難易点がつく。テイクオフ姿勢・ジャンプの高さ・空中姿勢・着地を5人または7人のジャッジが採点し、7人の場合は最高点と最低点を除いた3人のジャッジの採点に技の難易点をかけた点数と着地点を合計し、1本の試技の得点とする。
2006年のトリノオリンピックの時点では、男子選手のトップレベルでは3回転4回捻り（フル・ダブルフル・フルまたはダブルフル・フル・フル）、女子選手のトップレベルでは2回転3回捻り（フル・ダブルフルまたはダブルフル・フル）が行われている。また、極少数の男子選手が3回転5回捻り（ダブルフル・ダブルフル・フルまたはフル・トリプルフル・フル）、女子選手が3回転ジャンプ（フル・フル・フルなど）を行うようになっている。
空中では地上で背筋を伸ばして直立したような姿勢が求められ、厳しく採点される。背中や膝が曲がったり、足が綺麗に揃っていなかったりする姿勢の崩れ、着地の際のバランス崩れは減点となる。

## 難度
記号凡例
f=フロントフリップ
b=バックフリップ
d=ダブル（ツイスト）
t=トリプル（ツイスト）
l=レイアウトポジション
T＝タック（抱え込み）
P=パイク（屈伸）
L=レイアウト（伸身）
H=ハーフ（半ひねり）
F=フル（1回ひねり）
※例
bLdFF = バック・レイ・ダブルフル・フル
（1回転目伸身宙返り＋2回転目伸身宙返り2回捻り＋3回転目伸身宙返り1回捻り＝3回転3回ひねり）
難度4.175
1回転
bT 2.00
bP 2.00
bL 2.05
bF 2.30
bdF 2.675
btF 3.150
2回転
bLT 2.60
bLL 2.65
bFT 2.85
bLF 2.90
bHlH 2.90
bFF 3.15
bLdF 3.275
bLtF 3.750
bFdF 3.525
bdFF 3.525
bdFdF 3.90
bFtF 4.00
3回転
bLTT 3.20
bLTF 3.50
bLFT 3.50
bHTH 3.45
bLHlH 3.55
bFTF 3.75
bLFF 3.80
bFFF 4.05
bLdFF 4.175
bFdFF 4.425
bdFFF 4.525
bFFdF 4.525
bLtFF 4.65
bdFdFF 4.80
bFdFdF 4.80
bFtFF 4.90
bdFFdF 5.00
btFFF 5.10

## ワールドカップ

### 日本
- 角皆優人
- 工藤哲史（カルガリーオリンピック12位）1984年に日本選手で初めて後方3回宙返りをワールドカップで成功 (USA)
- 藤井博子（ワールドカップ2位2回、3位2回、エアリアルの国際大会で日本人初のメダル獲得）
- 横山岳男（1988年ワールドカップ猪苗代大会 8位）
- 工藤千鶴子（ワールドカップ2位3回）1989年第2回世界選手権（西ドイツ） 8位
- 永井祐司（アルベールビルオリンピック14位）
- 中野銀次郎
- 武用健（ワールドカップ・第2回、第3回世界選手権代表）
- 逸見佳代（トリノオリンピック21位、ソルトレークシティオリンピック棄権、長野オリンピック辞退）
- 岩渕千代子（兄岩渕隆二モーグル）
- 安藤和明（長野オリンピック23位）
- 待井寛（リレハンメルオリンピック20位）
- 水野剣（トリノオリンピック25位、日本選手で初めてフルダブルフルフルを雪上で成功）
- 中西拓（ソルトレークシティオリンピック20位）
- 桑原豪（ワールドカップ・世界選手権代表）
- 倉田孝太郎（2007冬季アジア大会銅メダル）
- 西川史朗（ワールドカップ・世界選手権代表）
- 田原直哉（ワールドカップ・世界選手権代表、2011-2012シーズンW杯開幕戦で日本人男子初の表彰台、平昌オリンピック日本代表）